# Lista țărilor în funcție de tarifele vamale

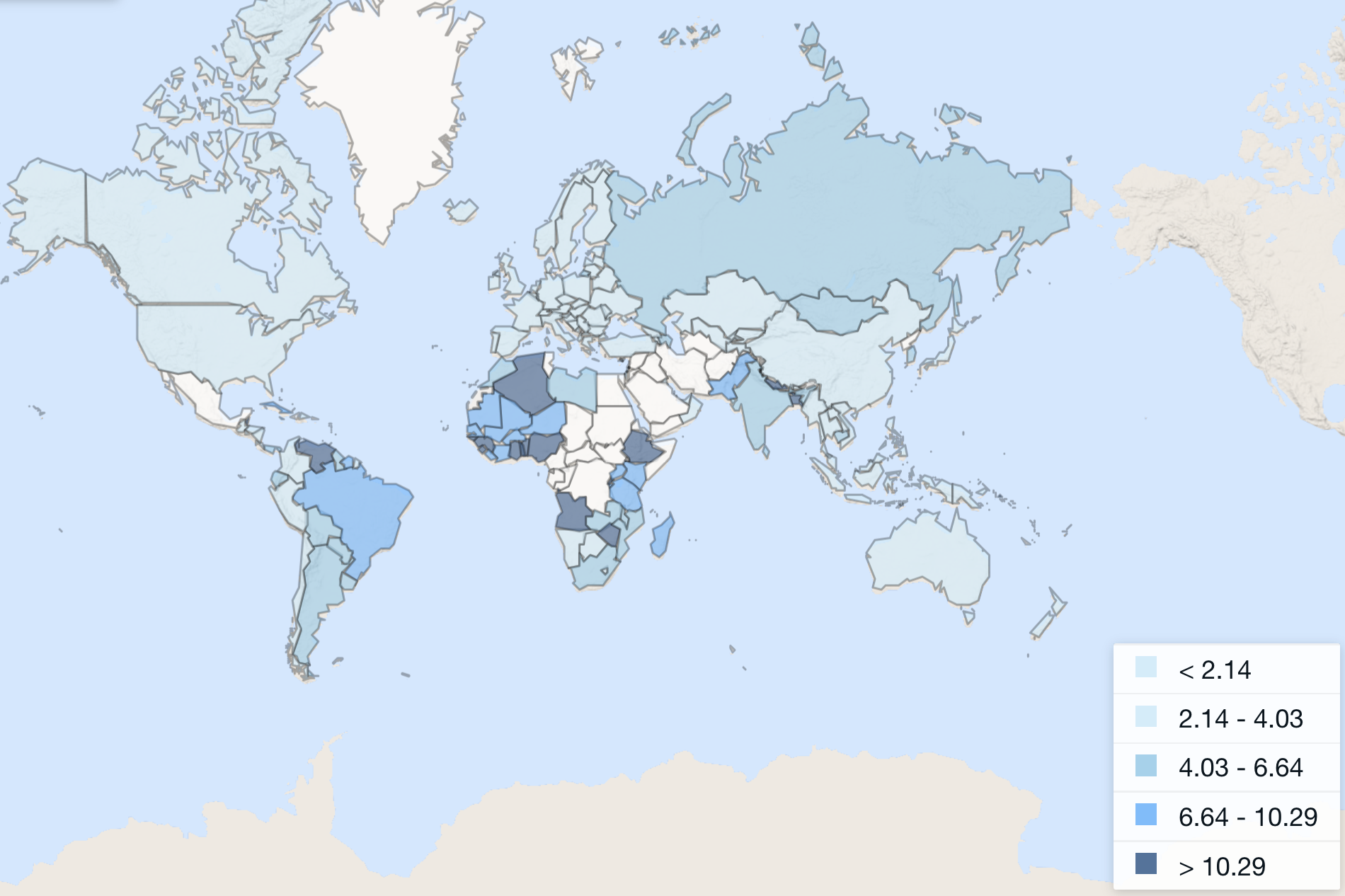
Harta globală a țărilor după tarifele vamale aplicate, medie ponderată, toate produsele (%), 2021, conform Băncii Mondiale

Lista țărilor în funcție de tarifele vamale este o listă a țărilor și teritoriilor lumii în funcție de valorile medii anuale ale taxelor vamale, conform bazelor de date ale Conferinței Națiunilor Unite pentru Comerț și Dezvoltare (UNCTAD), Organizației Mondiale a Comerțului (OMC) și Băncii Mondiale.
Indicatorii UNCTAD se bazează pe tarifele MFN (Most Favoured Nation - „națiunea cea mai favorizată”) și iau în considerare ratele de import pentru categoriile majore de produse neagricole și necombustibile, în funcție de țară (ca economie de piață). Tariful vamal mediu al unei țări se calculează luând în considerare toate produsele care sunt importate de țara respectivă, indiferent de origine.
Indicatorii OMC se bazează pe tarifele MFN (Most Favoured Nation - „națiunea cea mai favorizată”) aplicate de țara/economia raportoare. Taxa medie ponderată comercială (în procente) reprezintă media tarifelor aplicate MFN ponderate cu fluxurile de import pentru liniile tarifare naționale comercializate.
Valorile BM sunt estimări, obținute prin utilizarea sistemuuil World Integrated Trade Solution, bazate pe datele din baza de date a Sistemului de Analiză și Informare a Comerțului (Trade Analysis and Information System - TRAINS) a Conferinței Națiunilor Unite pentru Comerț și Dezvoltare, precum și baza de date integrată (Integrated Data Base - IDB) și Tabelele tarifare consolidate (Consolidated Tariff Schedules - CTS) ale Organizației Mondiale a Comerțului (OMC).

## Lista țărilor în funcție de tarifele vamale
Sortarea este alfabetică după codul țării, conform ISO 3166-1 alpha-3.
| Țară/Teritoriu/Regiune/Grup | UNCTAD                                                       | UNCTAD | OMC                                              | OMC            | BM                                                       | BM   |
| Țară/Teritoriu/Regiune/Grup | Tarife de import pentru produse neagricole și necombustibile | An     | Taxă vamală MFN medie ponderată, toate produsele | An             | Rata tarifară aplicată, medie ponderată, toate produsele | An   |
| Țară/Teritoriu/Regiune/Grup | (%)                                                          |        | (%)                                              |                | (%)                                                      |      |
| |                                                              |        |                                                  |                |                                                          |      |
| --- | ------------------------------------------------------------ | ------ | ------------------------------------------------ | -------------- | -------------------------------------------------------- | ---- |
| MEDIE GLOBALĂ | 2.59%                                                        | 2017   |                                                  |                |                                                          |      |
| Aruba | 9.66%                                                        | 2021   |                                                  |                | 10.80%                                                   | 2021 |
| Afganistan | 5.63%                                                        | 2018   | 6.5%                                             | 2018           | 6.49%                                                    | 2018 |
| Angola | 11.33%                                                       | 2021   | 10.9%                                            | 2021           | 8.40%                                                    | 2021 |
| Anguilla |                                                              |        |                                                  |                | 13.14%                                                   | 2021 |
| Albania | 1.13%                                                        | 2021   | 3.6%                                             | 2021           | 0.78%                                                    | 2021 |
| Emiratele Arabe Unite | 2.63%                                                        | 2021   | 4.8%                                             | 2021           | 3.09%                                                    | 2021 |
| Argentina | 6.51%                                                        | 2021   | 13.4%                                            | 2021           | 7.40%                                                    | 2021 |
| Armenia | 3.61%                                                        | 2021   | 6.3%                                             | 2021           | 3.54%                                                    | 2021 |
| Antigua și Barbuda | 13.07%                                                       | 2021   | 9.9%                                             | 2021           | 12.95%                                                   | 2021 |
| Australia | 0.81%                                                        | 2021   | 2.4%                                             | 2021           | 0.84%                                                    | 2021 |
| Austria | 1.39%                                                        | 2021   | stat membru UE                                   | stat membru UE | 0.96%                                                    | 2021 |
| Azerbaidjan | 6.01%                                                        | 2021   | 8.5%                                             | 2021           | 6.16%                                                    | 2021 |
| Burundi | 8.53%                                                        | 2021   | 12.8%                                            | 2021           | 5.78%                                                    | 2021 |
| Belgia | 1.39%                                                        | 2021   | stat membru UE                                   | stat membru UE | 1.33%                                                    | 2021 |
| Benin | 10.89%                                                       | 2021   | 12.1%                                            | 2021           | 8.61%                                                    | 2021 |
| Burkina Faso | 7.30%                                                        | 2021   | 12.1%                                            | 2021           | 7.98%                                                    | 2021 |
| Bangladesh | 10.95%                                                       | 2021   | 14.0%                                            | 2021           | 13.11%                                                   | 2021 |
| Bulgaria | 1.39%                                                        | 2021   | stat membru UE                                   | stat membru UE | 1.28%                                                    | 2019 |
| Bahrain | 2.09%                                                        | 2021   | 4.8%                                             | 2021           | 3.16%                                                    | 2021 |
| Bahamas | 17.05%                                                       | 2018   | 32.5%                                            | 2018           | 24.75%                                                   | 2018 |
| Bosnia și Herțegovina | 2.80%                                                        | 2021   | 6.4%                                             | 2021           | 2.15%                                                    | 2021 |
| Belarus | 2.27%                                                        | 2021   | 6.7%                                             | 2021           | 1.94%                                                    | 2021 |
| Belize | 17.79%                                                       | 2021   | 11.9%                                            | 2021           | 10.32%                                                   | 2021 |
| Bermuda | 23.84%                                                       | 2021   |                                                  |                | 20.80%                                                   | 2021 |
| Bolivia | 5.12%                                                        | 2021   | 11.8%                                            | 2021           | 5.43%                                                    | 2021 |
| Brazilia | 7.76%                                                        | 2021   | 13.3%                                            | 2021           | 8.79%                                                    | 2021 |
| Barbados | 12.24%                                                       | 2021   | 11.7%                                            | 2021           | 8.44%                                                    | 2021 |
| Brunei | 0.02%                                                        | 2021   | 0.3%                                             | 2021           | 0.03%                                                    | 2021 |
| Bhutan | 3.33%                                                        | 2021   | 9.7%                                             | 2021           | 3.09%                                                    | 2021 |
| Botswana | 0.95%                                                        | 2021   | 7.7%                                             | 2021           | 1.28%                                                    | 2021 |
| Republica Centrafricană | 16.44%                                                       | 2017   | 18.0%                                            | 2017           | 16.21%                                                   | 2017 |
| Canada | 2.35%                                                        | 2021   | 4.0%                                             | 2021           | 1.63%                                                    | 2021 |
| Elveția | 1.40%                                                        | 2021   | 5.6%                                             | 2021           | 0.18%                                                    | 2021 |
| Chile | 0.43%                                                        | 2021   | 6.0%                                             | 2021           | 0.45%                                                    | 2021 |
| China | 2.31%                                                        | 2021   | 7.5%                                             | 2021           | 2.12%                                                    | 2021 |
| Coasta de Fildeș | 7.63%                                                        | 2021   | 12.1%                                            | 2021           | 8.82%                                                    | 2021 |
| Camerun | 15.46%                                                       | 2019   | 18.2%                                            | 2019           | 13.75%                                                   | 2019 |
| Republica Democrată Congo | 8.40%                                                        | 2020   | 10.9%                                            | 2020           | 8.17%                                                    | 2020 |
| Republica Congo | 11.55%                                                       | 2015   |                                                  |                | 9.91%                                                    | 2015 |
| Insulele Cook |                                                              |        | 3.5%                                             | 2021           | 0.59%                                                    | 2021 |
| Columbia | 2.58%                                                        | 2021   | 5.8%                                             | 2021           | 2.68%                                                    | 2021 |
| Comore | 4.34%                                                        | 2021   | 15.1%                                            | 2021           | 4.78%                                                    | 2021 |
| Capul Verde | 9.96%                                                        | 2021   | 10.2%                                            | 2021           | 8.33%                                                    | 2021 |
| Costa Rica | 1.43%                                                        | 2021   | 5.6%                                             | 2021           | 0.88%                                                    | 2021 |
| Cuba | 8.91%                                                        | 2021   | 4.4%                                             | 2021           | 10.18%                                                   | 2021 |
| Insulele Cayman | 20.39%                                                       | 2021   |                                                  |                | 19.42%                                                   | 2021 |
| Cipru | 1.39%                                                        | 2021   | stat membru UE                                   | stat membru UE | 1.46%                                                    | 2021 |
| Cehia | 1.39%                                                        | 2021   | stat membru UE                                   | stat membru UE | 1.14%                                                    | 2021 |
| Germania | 1.39%                                                        | 2021   | stat membru UE                                   | stat membru UE | 1.39%                                                    | 2021 |
| Djibouti | 17.56%                                                       | 2014   |                                                  |                | 19.59%                                                   | 2014 |
| Dominica | 7.84%                                                        | 2020   | 10.7%                                            | 2020           | 9.93%                                                    | 2020 |
| Danemarca | 1.39%                                                        | 2021   | stat membru UE                                   | stat membru UE | 1.95%                                                    | 2021 |
| Republica Dominicană | 3.80%                                                        | 2021   | 7.5%                                             | 2021           | 4.30%                                                    | 2021 |
| Algeria | 10.29%                                                       | 2021   | 19.0%                                            | 2021           | 10.25%                                                   | 2021 |
| Ecuador | 4.63%                                                        | 2021   | 11.2%                                            | 2021           | 5.05%                                                    | 2021 |
| Egipt | 10.43%                                                       | 2019   | 19.0%                                            | 2019           | 5.70%                                                    | 2019 |
| Eritreea | 5.43%                                                        | 2006   |                                                  |                | 7.11%                                                    | 2006 |
| Spania | 1.39%                                                        | 2021   | stat membru UE                                   | stat membru UE | 1.73%                                                    | 2021 |
| Estonia | 1.39%                                                        | 2021   | stat membru UE                                   | stat membru UE | 2.10%                                                    | 2021 |
| Etiopia | 12.66%                                                       | 2021   | 17.0%                                            | 2021           | 12.76%                                                   | 2021 |
| Finlanda | 1.39%                                                        | 2021   | stat membru UE                                   | stat membru UE | 1.35%                                                    | 2021 |
| Fiji | 8.35%                                                        | 2021   | 7.9%                                             | 2021           | 4.16%                                                    | 2021 |
| Franța | 1.39%                                                        | 2021   | stat membru UE                                   | stat membru UE | 1.53%                                                    | 2021 |
| Statele Federate ale Microneziei |                                                              |        | 5.1%                                             | 2021           |                                                          |      |
| Gabon | 14.50%                                                       | 2019   | 17.7%                                            | 2019           | 14.11%                                                   | 2019 |
| Regatul Unit | 0.72%                                                        | 2021   | 3.9%                                             | 2021           | 0.64%                                                    | 2021 |
| Georgia | 0.34%                                                        | 2021   | 1.4%                                             | 2021           | 0.03%                                                    | 2021 |
| Ghana | 10.51%                                                       | 2021   | 12.1%                                            | 2021           | 9.89%                                                    | 2021 |
| Guineea | 12.26%                                                       | 2021   | 12.1%                                            | 2021           | 11.29%                                                   | 2021 |
| Gambia | 17.69%                                                       | 2021   | 12.1%                                            | 2021           | 17.80%                                                   | 2021 |
| Guineea-Bissau | 11.82%                                                       | 2021   | 12.1%                                            | 2021           | 10.32%                                                   | 2021 |
| Guineea Ecuatorială | 15.63%                                                       | 2007   |                                                  |                | 14.51%                                                   | 2007 |
| Grecia | 1.39%                                                        | 2021   | stat membru UE                                   | stat membru UE | 1.92%                                                    | 2021 |
| Grenada | 10.79%                                                       | 2019   | 11.0%                                            | 2019           | 9.07%                                                    | 2019 |
| Guatemala | 1.72%                                                        | 2021   | 5.6%                                             | 2021           | 1.77%                                                    | 2021 |
| Guyana | 4.73%                                                        | 2021   | 11.7%                                            | 2021           | 3.97%                                                    | 2021 |
| Hong Kong, China | 0.00%                                                        | 2021   | 0.0%                                             | 2021           | 0.00%                                                    | 2021 |
| Honduras | 2.85%                                                        | 2021   | 5.8%                                             | 2021           | 2.67%                                                    | 2021 |
| Croația | 1.39%                                                        | 2021   | stat membru UE                                   | stat membru UE | 1.57%                                                    | 2021 |
| Haiti | 6.76%                                                        | 2020   | 4.9%                                             | 2020           | 6.39%                                                    | 2020 |
| Ungaria | 1.39%                                                        | 2021   | stat membru UE                                   | stat membru UE | 1.04%                                                    | 2021 |
| Indonezia | 1.83%                                                        | 2021   | 8.1%                                             | 2021           | 1.61%                                                    | 2021 |
| India | 5.87%                                                        | 2021   | 18.3%                                            | 2021           | 6.04%                                                    | 2021 |
| Irlanda | 1.39%                                                        | 2021   | stat membru UE                                   | stat membru UE | 1.53%                                                    | 2020 |
| Iran | 12.09%                                                       | 2020   | 20.1%                                            | 2020           | 12.66%                                                   | 2020 |
| Islanda | 1.51%                                                        | 2021   | 3.1%                                             | 2021           | 0.00%                                                    | 2021 |
| Israel | 2.88%                                                        | 2021   | 3.6%                                             | 2021           | 2.13%                                                    | 2021 |
| Italia | 1.39%                                                        | 2021   | stat membru UE                                   | stat membru UE | 1.63%                                                    | 2021 |
| Jamaica | 8.61%                                                        | 2021   | 8.6%                                             | 2021           | 9.13%                                                    | 2021 |
| Iordania | 3.98%                                                        | 2020   | 10.1%                                            | 2020           | 3.44%                                                    | 2020 |
| Japonia | 1.84%                                                        | 2021   | 4.2%                                             | 2021           | 0.76%                                                    | 2021 |
| Kazahstan | 2.17%                                                        | 2021   | 5.7%                                             | 2021           | 2.15%                                                    | 2021 |
| Kenya | 9.30%                                                        | 2021   | 13.2%                                            | 2021           | 7.27%                                                    | 2021 |
| Kârgâzstan | 3.01%                                                        | 2021   | 6.5%                                             | 2021           | 2.94%                                                    | 2021 |
| Cambodia | 5.37%                                                        | 2021   | 10.2%                                            | 2021           | 6.20%                                                    | 2021 |
| Kiribati |                                                              |        | 0.0%                                             | 2021           |                                                          |      |
| Sfântul Kitts și Nevis | 8.84%                                                        | 2020   | 9.2%                                             | 2020           | 8.78%                                                    | 2020 |
| Coreea de Sud | 4.85%                                                        | 2021   | 13.6%                                            | 2021           | 1.09%                                                    | 2021 |
| Kuwait | 2.85%                                                        | 2021   | 4.7%                                             | 2021           | 3.16%                                                    | 2021 |
| Laos | 1.12%                                                        | 2021   | 8.6%                                             | 2021           | 1.21%                                                    | 2021 |
| Liban | 2.83%                                                        | 2020   | 6.0%                                             | 2020           | 2.36%                                                    | 2020 |
| Liberia | 6.64%                                                        | 2021   | 12.1%                                            | 2021           | 6.09%                                                    | 2021 |
| Libia | 4.03%                                                        | 2021   | 5.2%                                             | 2021           | 4.27%                                                    | 2021 |
| Sfânta Lucia | 9.08%                                                        | 2020   | 9.2%                                             | 2021           | 9.55%                                                    | 2020 |
| Sri Lanka | 4.36%                                                        | 2021   | 6.0%                                             | 2021           | 1.73%                                                    | 2021 |
| Lesotho | 3.35%                                                        | 2021   | 7.7%                                             | 2021           | 4.44%                                                    | 2021 |
| Lituania | 1.39%                                                        | 2021   | stat membru UE                                   | stat membru UE | 2.29%                                                    | 2021 |
| Luxemburg | 1.39%                                                        | 2021   | stat membru UE                                   | stat membru UE | 1.47%                                                    | 2021 |
| Letonia | 1.39%                                                        | 2021   | stat membru UE                                   | stat membru UE | 1.18%                                                    | 2021 |
| Macao | 0.00%                                                        | 2021   | 0.0%                                             | 2021           | 0.00%                                                    | 2021 |
| Maroc | 4.23%                                                        | 2021   | 14.2%                                            | 2021           | 2.91%                                                    | 2021 |
| Republica Moldova | 1.20%                                                        | 2021   | 5.3%                                             | 2021           | 1.05%                                                    | 2021 |
| Madagascar | 7.51%                                                        | 2021   | 11.7%                                            | 2021           | 8.03%                                                    | 2021 |
| Maldive | 10.55%                                                       | 2021   | 11.4%                                            | 2021           | 11.25%                                                   | 2021 |
| Mexic | 1.21%                                                        | 2018   | 7.1%                                             | 2021           | 1.33%                                                    | 2018 |
| Macedonia de Nord | 2.38%                                                        | 2021   | 6.7%                                             | 2021           | 1.10%                                                    | 2021 |
| Mali | 7.88%                                                        | 2021   | 12.1%                                            | 2021           | 7.35%                                                    | 2021 |
| Malta | 1.39%                                                        | 2021   | stat membru UE                                   | stat membru UE | 2.09%                                                    | 2019 |
| Myanmar | 1.04%                                                        | 2021   | 6.5%                                             | 2021           | 0.95%                                                    | 2021 |
| Muntenegru | 3.19%                                                        | 2021   | 3.7%                                             | 2021           | 1.24%                                                    | 2021 |
| Mongolia | 5.28%                                                        | 2021   | 5.2%                                             | 2021           | 4.69%                                                    | 2021 |
| Mozambic | 4.19%                                                        | 2021   | 10.3%                                            | 2021           | 4.37%                                                    | 2021 |
| Mauritania | 8.32%                                                        | 2021   | 12.0%                                            | 2021           | 10.03%                                                   | 2021 |
| Montserrat |                                                              |        |                                                  |                | 11.61%                                                   | 2021 |
| Mauritius | 1.27%                                                        | 2021   | 0.8%                                             | 2021           | 0.86%                                                    | 2021 |
| Malawi | 5.95%                                                        | 2021   | 12.2%                                            | 2021           | 5.13%                                                    | 2021 |
| Malaysia | 3.62%                                                        | 2021   | 5.6%                                             | 2021           | 3.78%                                                    | 2021 |
| Namibia | 1.32%                                                        | 2021   | 7.7%                                             | 2021           | 1.05%                                                    | 2021 |
| Niger | 8.46%                                                        | 2021   | 12.1%                                            | 2021           | 7.76%                                                    | 2021 |
| Nigeria | 12.20%                                                       | 2021   | 12.1%                                            | 2021           | 12.30%                                                   | 2021 |
| Nicaragua | 1.96%                                                        | 2021   | 5.7%                                             | 2021           | 2.07%                                                    | 2021 |
| Țările de Jos | 1.39%                                                        | 2021   | stat membru UE                                   | stat membru UE | 1.48%                                                    | 2021 |
| Norvegia | 3.00%                                                        | 2021   | 5.9%                                             | 2021           | 0.13%                                                    | 2021 |
| Nepal | 11.99%                                                       | 2021   | 12.7%                                            | 2021           | 11.88%                                                   | 2021 |
| Nauru | 14.07%                                                       | 2021   | 12.9%                                            | 2021           | 13.35%                                                   | 2021 |
| Noua Zeelandă | 0.86%                                                        | 2021   | 1.9%                                             | 2021           | 0.90%                                                    | 2021 |
| Oman | 2.00%                                                        | 2021   | 5.6%                                             | 2021           | 2.18%                                                    | 2021 |
| Pakistan | 9.03%                                                        | 2021   | 11.2%                                            | 2021           | 11.14%                                                   | 2021 |
| Panama | 6.43%                                                        | 2021   | 5.1%                                             | 2021           | 4.42%                                                    | 2021 |
| Peru | 0.65%                                                        | 2021   | 2.4%                                             | 2021           | 0.79%                                                    | 2021 |
| Filipine | 1.73%                                                        | 2021   | 6.1%                                             | 2021           | 0.90%                                                    | 2021 |
| Palau | 9.49%                                                        | 2021   | 4.0%                                             | 2021           | 3.14%                                                    | 2021 |
| Papua Noua Guinee | 3.58%                                                        | 2021   | 4.2%                                             | 2021           | 2.23%                                                    | 2021 |
| Polonia | 1.39%                                                        | 2021   | stat membru UE                                   | stat membru UE | 1.85%                                                    | 2021 |
| Portugalia | 1.39%                                                        | 2021   | stat membru UE                                   | stat membru UE | 1.58%                                                    | 2021 |
| Paraguay | 4.49%                                                        | 2021   | 9.6%                                             | 2021           | 4.77%                                                    | 2021 |
| Palestina | 2.18%                                                        | 2017   |                                                  |                | 0.83%                                                    | 2017 |
| Polinezia franceză | 5.75%                                                        | 2021   |                                                  |                | 6.76%                                                    | 2021 |
| Qatar | 3.53%                                                        | 2021   | 5.1%                                             | 2021           | 3.78%                                                    | 2021 |
| România | 1.39%                                                        | 2021   | stat membru UE                                   | stat membru UE | 1.17%                                                    | 2021 |
| Rusia | 4.17%                                                        | 2021   | 6.6%                                             | 2021           | 3.80%                                                    | 2021 |
| Rwanda | 11.97%                                                       | 2021   | 12.4%                                            | 2021           | 6.59%                                                    | 2021 |
| Arabia Saudită | 4.23%                                                        | 2020   | 6.3%                                             | 2021           | 5.20%                                                    | 2020 |
| Sudan | 0.00%                                                        | 2021   | 21.6%                                            | 2021           | 0.00%                                                    | 2021 |
| Senegal | 8.88%                                                        | 2021   | 12.1%                                            | 2021           | 9.34%                                                    | 2021 |
| Singapore | 0.00%                                                        | 2021   | 0.0%                                             | 2021           | 0.00%                                                    | 2021 |
| Insulele Solomon | 14.31%                                                       | 2021   | 9.9%                                             | 2021           | 8.80%                                                    | 2021 |
| Sierra Leone | 14.22%                                                       | 2021   | 12.1%                                            | 2021           | 12.45%                                                   | 2021 |
| El Salvador | 1.88%                                                        | 2021   | 6.0%                                             | 2021           | 2.04%                                                    | 2021 |
| San Marino |                                                              |        |                                                  |                | 0.69%                                                    | 2021 |
| Serbia | 1.72%                                                        | 2021   | 7.4%                                             | 2021           | 1.62%                                                    | 2021 |
| São Tomé și Príncipe | 9.97%                                                        | 2019   | 9.9%                                             | 2019           | 10.58%                                                   | 2019 |
| Surinam | 8.43%                                                        | 2021   | 10.4%                                            | 2021           | 7.43%                                                    | 2021 |
| Slovacia | 1.39%                                                        | 2021   | stat membru UE                                   | stat membru UE | 1.51%                                                    | 2021 |
| Slovenia | 1.39%                                                        | 2021   | stat membru UE                                   | stat membru UE | 1.91%                                                    | 2021 |
| Suedia | 1.39%                                                        | 2021   | stat membru UE                                   | stat membru UE | 1.51%                                                    | 2021 |
| Eswatini | 2.14%                                                        | 2021   | 7.7%                                             | 2021           | 2.77%                                                    | 2021 |
| Seychelles | 1.07%                                                        | 2021   | 2.4%                                             | 2021           | 0.14%                                                    | 2021 |
| Siria | 9.21%                                                        | 2020   | 10.8%                                            | 2020           | 9.03%                                                    | 2020 |
| Ciad | 16.36%                                                       | 2016   |                                                  |                | 16.06%                                                   | 2016 |
| Togo | 10.73%                                                       | 2021   | 12.1%                                            | 2021           | 10.36%                                                   | 2021 |
| Thailanda | 3.15%                                                        | 2021   | 11.5%                                            | 2021           | 2.07%                                                    | 2021 |
| Tadjikistan | 2.31%                                                        | 2021   | 8.0%                                             | 2021           | 3.58%                                                    | 2021 |
| Turkmenistan | 2.88%                                                        | 2002   |                                                  |                | 1.13%                                                    | 2002 |
| Timorul de Est | 2.53%                                                        | 2021   | 2.5%                                             | 2021           | 2.52%                                                    | 2021 |
| Tonga | 6.59%                                                        | 2021   | 10.7%                                            | 2021           | 8.30%                                                    | 2021 |
| Trinidad-Tobago | 8.87%                                                        | 2021   | 8.3%                                             | 2021           | 5.06%                                                    | 2021 |
| Tunisia | 9.35%                                                        | 2016   |                                                  |                | 9.10%                                                    | 2016 |
| Turcia | 3.22%                                                        | 2021   | 10.7%                                            | 2021           | 1.69%                                                    | 2021 |
| Tuvalu | 2.43%                                                        | 2017   |                                                  |                | 1.27%                                                    | 2017 |
| Taiwan |                                                              |        | 6.6%                                             | 2021           | 1.31%                                                    | 2021 |
| Tanzania | 8.67%                                                        | 2021   | 13.1%                                            | 2021           | 6.05%                                                    | 2021 |
| Uganda | 8.67%                                                        | 2021   | 17.6%                                            | 2021           | 6.04%                                                    | 2021 |
| Ucraina | 1.71%                                                        | 2021   | 4.4%                                             | 2021           | 1.87%                                                    | 2021 |
| Uruguay | 5.25%                                                        | 2021   | 10.3%                                            | 2021           | 6.64%                                                    | 2021 |
| Statele Unite ale Americii | 1.47%                                                        | 2021   | 3.4%                                             | 2021           | 1.48%                                                    | 2021 |
| Uzbekistan | 2.56%                                                        | 2021   | 7.4%                                             | 2021           | 2.36%                                                    | 2021 |
| Sfântul Vicențiu și Grenadine | 9.06%                                                        | 2021   | 10.0%                                            | 2021           | 9.27%                                                    | 2021 |
| Venezuela | 13.61%                                                       | 2021   | 13.8%                                            | 2021           | 15.27%                                                   | 2021 |
| Vietnam | 1.17%                                                        | 2021   | 9.6%                                             | 2021           | 0.85%                                                    | 2021 |
| Vanuatu | 11.08%                                                       | 2021   | 9.2%                                             | 2021           | 9.31%                                                    | 2021 |
| Wallis și Futuna |                                                              |        |                                                  |                | 2.09%                                                    | 2021 |
| Samoa | 10.38%                                                       | 2020   | 11.3%                                            | 2021           | 9.03%                                                    | 2020 |
| Yemen | 5.03%                                                        | 2017   | 7.6%                                             | 2017           | 5.97%                                                    | 2017 |
| Africa de Sud | 4.46%                                                        | 2021   | 7.8%                                             | 2021           | 4.79%                                                    | 2021 |
| Zambia | 4.81%                                                        | 2021   | 14.6%                                            | 2021           | 4.78%                                                    | 2021 |
| Zimbabwe | 11.37%                                                       | 2021   | 17.9%                                            | 2021           | 10.08%                                                   | 2021 |
| Țări cu venituri mici și medii (BM) | 4.28%                                                        | 2017   |                                                  |                |                                                          |      |
| Țări cu venituri mici (BM) | 9.79%                                                        | 2017   |                                                  |                |                                                          |      |
| Țări cu venituri medii (BM) |                                                              |        |                                                  |                |                                                          |      |
| Țări cu venituri medii superioare (BM) | 3.70%                                                        | 2017   |                                                  |                |                                                          |      |
| Țări cu venituri mari (BM) | 2.02%                                                        | 2017   |                                                  |                |                                                          |      |
| Uniunea Europeană | 1.39%                                                        | 2021   | 5.2%                                             | 2021           | 1.49%                                                    | 2021 |
| Note: BM: Tariful mediu aplicat ponderat este media ratelor aplicate efectiv ponderate cu cotele de import de produse corespunzătoare fiecărei țări partenere. Datele sunt clasificate folosind Sistemul Armonizat de comerț la nivel de șase sau opt cifre. Datele liniei tarifare au fost corelate cu codurile din Revizia 3 a Standard International Trade Classification (SITC) pentru a defini grupurile de mărfuri și ponderile importurilor. În măsura în care este posibil, ratele specifice au fost convertite în ratele lor echivalente ad valorem și au fost incluse în calculul tarifelor medii ponderate. Greutățile importurilor au fost calculate utilizând baza de date a Comerțului cu mărfuri (Comtrade) a Diviziei de Statistică a Națiunilor Unite. Ratele tarifare aplicate efectiv la nivelul produsului de șase și opt cifre sunt mediate pentru produsele din fiecare grup de mărfuri. Când rata aplicată efectiv nu este disponibilă, se folosește rata națiunii celei mai favorizate. OMC: Indicatorii OMC se bazează pe tarifele MFN (Most Favoured Nation - „națiunea cea mai favorizată”) aplicate de țara/economia raportoare. Taxa medie ponderată comercială (procent) înseamnă mediile tarifare aplicate MFN ponderate cu fluxurile de import pentru liniile tarifare naționale comercializate. UNCTAD: Valorile reprezintă tarifele MFN (Most Favoured Nation - „națiunea cea mai favorizată”) și tarifele de import aplicate efectiv pentru categoriile majore de produse neagricole și necombustibile, în funcție de țară individuală (ca economie importatoare) și grupare economică (ca origine), exprimate în diferite măsuri de agregare. Tariful mediu al unei țări importatoare pentru un grup de origine (cu excepția lumii) se calculează luând acele produse (la nivel de 6 cifre ale Sistemului Armonizat) care sunt importate de acea țară din fiecare țară inclusă în grupul de origine, adică tarifele pentru acele produse care nu sunt comercializate nu sunt incluse în calcul. Pentru origine mondială, totuși, toate produsele sunt luate în considerare, indiferent de piață. Categoriile de produse sunt definite în Standard International Trade Classification Revizia 3, iar toate codurile din 6 cifre ale Sistemului Armonizat (SA) corespunzătoare au fost agregate pentru fiecare categorie. |                                                              |        |                                                  |                |                                                          |      |